# سانری-سور-نیه
سانری-سور-نیه (به فرانسوی: Sanry-sur-Nied) یک کمون در فرانسه است که در Canton of Pange واقع شده‌است.

## خصوصیات
سانری-سور-نیه ۴٫۸۱ کیلومترمربع مساحت و ۳۴۳ نفر جمعیت دارد و ۲۲۰ متر بالاتر از سطح دریا واقع شده‌است.